# 郭善明
郭善明（?—?），北魏时建筑师。
手工靈巧，北京的宫殿，多是他的作品。魏太武帝命其打造指南車，但始終無法完成。扶風人馬嶽接手製造，將近成功時，被郭善明鴆殺之。